# Margaretha van Brienne
Margaretha van Brienne (Brienne-le-Château, circa 1365 — Conversano, na 1397) was van 1394 tot 1397 gravin van Brienne en vrouwe van Edingen. Ze behoorde tot het Huis Edingen.

## Levensloop
Margaretha was de oudste dochter van heer Lodewijk van Edingen en Johanna van Sanseverino. Na de dood van haar broer Anton werd ze de erfopvolgster van haar vader.
Eerst huwde ze met Peter van Baux en na diens overlijden met een familielid van haar moeder, Giacopo van Sanseverino. Beide huwelijken bleven kinderloos. Na de dood van Giacopo huwde ze in 1387 met Jan van Luxemburg-Ligny (1370–1397), heer van Beauvoir en Richebourg.
Na het overlijden van haar vader in 1394 erfde Margaretha de graafschappen Brienne en Conversano en de heerlijkheid Edingen, die geregeerd werden in naam van haar echtgenoot. In 1397 overleed haar echtgenoot Jan van Luxemburg-Ligny en gingen Brienne, Conversano en Edingen naar hun oudste zoon Peter I.
Margaretha stierf na 1394. Haar testament dateert van 19 september 1393.

## Nakomelingen
Margaretha en Jan kregen volgende kinderen:
- Peter I (1390–1433), graaf van Brienne en Saint-Pol
- Jan II (1392–1441), graaf van Ligny en Brienne, heer van Guise
- Lodewijk (overleden in 1443), aartsbisschop van Rouen
- Catharina (1393–?)
- Johanna (ca. 1394 – 1420), huwde eerst in 1415 met heer Lodewijk van Ghistelles en daarna in 1419 met burggraaf Jan IV van Melun, constable van het graafschap Vlaanderen